# 愛來了別錯過
《愛來了別錯過》（英語：Make it Right）是2016年的泰國同志偶像劇，並且在泰國當地以及亞洲各國造成轟動。隨著電視劇的熱播，劇中的幾個主要演員也大受歡迎。本電視劇是根據暢銷小說《Make it Right》所改編的。剧情主要以男孩间悲喜交加的恋爱故事展开。
每集正剧播完后还附加了导言和宣传赞助商产品的广告小短片，主要宣传的产品是JULA'S HERB祛痘凝胶和修复凝胶、U*STAR的milk body lotion(身体润肤乳)、OISHI GYOZA(上好佳饺子)等。另外还制作了三部番外故事短片“幸运硬币”、“家庭作业”和“恶作剧”。
於2017年推出第二季，延續第一季的故事。Fuse跟女朋友複雜的關係，而Tee身邊也出現了追求者，究竟Fuse與Tee的結局到底會如何？另一方面，Book決定和Frame一起同居生活，Frame為了讓Book感覺到自己的真心而努力改變自己，但Book前男友的出現，引起的事件，使Book陷入難堪的困境。
2019年推出番外篇，劇情設定在Tee和Fuse交往的三年之後，二人甜蜜的海灘之旅。

## 劇情
Fuse因为女友Jean的劈腿，整天精神恍惚，萎靡不振。同学Lookmo发现了Fuse的异样，为了让他重新振作起来，怂恿Fuse去找个男人。学校的好友们得知Fuse失恋后，邀约Fuse晚上一同去酒吧喝个痛快。Fuse为了宣泄自己的烦恼，当场喝得酩酊大醉，于是不慎将自己的幸运硬币落到了地上，刚伸出手去捡时，一只陌生的手刚好也去捡那枚硬币，Fuse抬头一看，原来是送给他这枚硬币的好友Tee，Tee劝说了Fuse一番后，全员几乎都醉倒了。突然，Lookmo从酒醉中清醒过来，要求Tee送醉倒的Fuse回家，然后又假装醉倒。无奈的Tee看了看Fuse，脸上露出了笑容，并扶起Fuse把他扛回了家里，将Fuse扔到自己床上。由于身上沾染了酒气，Tee把衣服脱了准备洗澡，意识模糊的Fuse顿时惊恐起来，以为Tee要对他做什么，Tee表示说他要洗澡，于是Fuse说他也要洗，在Fuse脱衣服时裤裆的拉链却怎么也拉不开，Fuse就让Tee帮他。正在Tee帮Fuse拉拉链时，Fuse却借着酒劲脑子一热问Tee有没有跟男人上过床，Tee说没有，随后Tee靠近Fuse，充满挑逗性地问Fuse是不是想试试，Fuse以“嗯”作为回应。就在这晚，Tee和Fuse发生了性关系。第二天早晨，Fuse醒来时发现自己居然在Tee家，而且还和Tee睡在一张床上，于是叫醒了Tee，问他怎么会在他家里，Tee就让Fuse好好回忆昨晚发生的事，并告诉他昨晚他们已经上了床。Fuse一听大为震惊，恼怒地推开了Tee。Fuse和Tee的哥哥在阳台一同聊天吃过饭以后，没和Tee打招呼就离开了他家。之后，Tee变得神情抑郁，生无可恋，认为自己对朋友做了见不得人的事情被讨厌了，之后连朋友都做不成。Fuse知道Tee对他做了见不得人的事，但他却因为酒醉怎么也想不起昨晚发生的事，为了不失去好朋友，Fuse不计前嫌，依然当作什么事都没发生过一样。
Fuse因为屁股疼，行为举止显得格外异常，被好友们嘲笑贞操不保。Jean劈腿后继续联系Fuse和他约会，在电影院里Fuse因为看到电影里正在放映劈腿女人的情节时情绪显得有些悲伤，这时Tee悄然出现在Fuse身边并安慰他，Fuse被Tee感动了。出了电影院Fuse告别了Jean，要求要去补习班上课的Tee陪他，Tee就让Fuse在楼下等他，Fuse翻看手机时看到好友在社交软件里讨论如何辨别身边的人是Gay的事，Fuse就看到Lookmo在群里说经常和自己身体接触面积小于0.5mm的，还有爱撒娇给暗示的就可能是Gay。这时Tee上完课出来了，坐在Fuse身边搂着他的肩膀不停挑逗他，这时Lookmo的发言一直在Fuse脑海中挥之不去，于是Fuse情绪顿时激动起来把Tee推倒在地，Fuse意识到自己情绪有些激动了把Tee拉了起来，Tee一语不发告别了Fuse。Fuse打电话想和Tee道歉，可Tee怎么也不和他联系。Fuse在学校里见到Tee并向他打招呼时，Tee却表现出反感Fuse的样子，并说Fuse明明讨厌他为什么还要继续缠着他。

## 劇中角色
| 角色            | 演员                              | 演员/小名 | 生日       | 备注/花名 |
| --------------- | --------------------------------- | --------- | ---------- | --- |
| Fuse            | "Peak" Peemapol Panichtamrong     | Peak      | 1999-11-11 | 受, Tee的男友。父亲在外地工作，常和姐姐、妈妈一起生活。由于女友Jean的劈腿，心情不好的他和同学一起在酒吧喝得酩酊大醉，后被好友Tee带回家里并发生了性关系，醒来后的他竟忘了昨晚发生的事。虽然知道Tee对他做了什么，但他依旧把Tee当作好朋友。和Jean依然有来往，在几次挫折中爱上了Tee。 |
| Tee             | "Boom" Krittapak Udompanich       | Boom      | 2001-1-12  | 攻, Fuse的男友; 真實身高177cm，體重63kg。出身在一个優渥的家庭环境里，并有个体贴的亲哥哥。非常在意Fuse的事，总是担心他会因为自己犯错而讨厌自己。和Fuse之间产生误会时就会变得非常自负，明明喜欢他却还要装出讨厌他的样子。                                                           |
| Frame           | Chittsawangdee "Ohm" Pawat        | Ohm       | 2000-3-22  | 攻, Book的男友。班里的坏学生，经常爱调戏同学，特别是Book。受挫於一次愛情經歷，之後不再相信愛情並變成花花公子，经常登陆交友软件和别人约炮。在不知情的情况下约到了Book，并强行与Book发生了性关系。                                                                                  |
| Book            | Imerbpathom "Toey" Sittiwat       | Toey      | 1996-2-13  | 受, Frame的男友。班里的好学生，擔任班長。性格腼腆内向。生在一个整天争吵的不幸家庭裡。曾有女友，後來因女友劈腿而分手，因悲傷而嘗試一夜情，結果卻被Frame強暴。一直在注意着Frame，並對他抱有好感。                                                                                   |
| Lookmo/Lukmo    | Somkid "Nice" Vichapol            | Nice      | 2000-9-2   | Preaw的男友，於第一季末分手。有次不經意間看到了Tee親吻Fuse的場面而受到刺激，不赞同Fuse和Tee在一起還和女友保持着聯繫。在第二季對Yok一見鍾情，隨即展開追求。 |
| S/Ess           | Nonthanee "Guy" Jirapun           | Guy       | 1998-10-13 | 和Vit經常一起出動。 |
| Vit             | Kijworaluk "Plan" Rathavit        | Plan      | 1997-2-19  | 和S經常一起出動。 |
| Rottung/Rodtang | Ratanaumnuayshai "Beam" Boonyakor | Beam      | 2001-03-29 | 學弟，對學長Nine有好感。暗恋Fuse，非常讨厌总是接近Fuse的Tee。后来知道Fuse有女友后非常伤心，决定放弃追求Fuse。 |
| Nine(第一季)    | Techakumphu "Bonne" Manapat       | Bonne     | 1994-6-11  | 啦啦隊副隊長，對學弟Rottung有好感。 |
| Nine(第二季)    | Lerganjanoi Kittiphong            | Win       | 2001-11-30 | 啦啦隊副隊長，對學弟Rottung有好感。 |
| Yok             | Wongsamran "Aof" Sutiwas          | Aof       | 1996-2-22  | 已公開同性戀身份的角色，不滿母親想盡辦法嘗試改變他性向。第二季成為Lookmo的男友。 |
| Dew             | ศรุต นวประดิษฐกุล                    | Milsarut  | 1991-1-2   | 於交友軟件認識Yok, 直男一名, 曾當Yok為交心朋友也知道Yok是同性戀, Yok曾經喜歡的對象。 |
| Christina       | Thanamin                          |           |            | Yok的好友。经常把自己联想成女性的自恋者。 |
| Champ           | Attachitsataporn "Mean" Phiravich | Mean      | 1998-3-5   | 第一季末為Fink的男友。 |
| Tan             | Ua-Ampon "Bright" Wichawet        | Bright    | 1994-3-1   | Tee的哥哥，吉他能手。單戀Fink。 |
| Fink            | Chanchalerm "Proy" Manasaporn     | Proy      | 1995-3-6   | Fuse的姊姊，第一季末為Champ的女友。在網路销售各種美容化妆用品，經常讓Fuse幫她拍PV来宣傳她的商品。 |
| Mook            | Sukpun "Praew" Rattaporn          | Praew     | 1997-6-10  | 單戀Fink。 |
| Jean/Jin        | Inthapuch "Tonson" Banyada        | Tonson    | 1995-8-30  | Fuse的女友，劈腿但又不放棄Fuse。 |
| Preaw           | Elyse Chotivisit                  |           |            | 原本是Lookmo的女友，在Yok母亲的贿赂下於第一季末和Lookmo分手，来试图勾引Yok。 |
| If              |                                   |           |            | Preaw的好友。 |
| Min             | Panichtamrong "Prim" Prima        | Prim      | 8-12       | 只出現一集，Yok媽找來幫Yok改變性向，現實為Peak的親姐姐。 |
| Copter          | Phumphothingam Tharathon          |           | 2000-1-25  | Champ的好友。 |
| Seed            | Sakulsilpasuk "Film" Nattapat     | Film      | 1998-1-20  | Tee中學時代同學，第二季於補習班再度相遇，似乎一直喜歡著Tee。 |
| Tern            | Thanahiransilp Kavinpat           | Jo        | 1994-8-3   | Book前男友，曾跟其拍下性愛光碟。第二季出現於Frame、Book間的第三者。與代課老師Songkit為伴侶關係。 |
| Pinpin          | 有待查證                          | 有待查證  | 有待查證   | Rottung所屬樂隊成員。 |
| Ohm             | 有待查證                          | 有待查證  | 有待查證   | Rottung所屬樂隊成員。 |
| Songkit         | กฤตเมธ ชัยนา                       | Ben       | 1991-8-12  | 幫SomJai老師代課的年輕老師。 |

## 相關歌曲
- 我相信真愛存在 (I Believe True Love Exists) by Gun Achi (GMMTV Records, 2016)
- 關於昨晚 (About Last Night) by Tea Namcha (GMMTV Records, 2016)

## 官方网站
- Official Facebook page
- Official Twitter page
- Official Instagram page